# Nonstopflug
Der Nonstopflug (deutsch veraltet auch Ohnehaltflug) ist in der Luftfahrt ein Anglizismus für einen Flug, bei dem zwischen dem Ausgangs- und dem Zielpunkt keine Zwischenlandung (englisch stopover) vorgesehen ist.

## Allgemeines
Auch Kurzstreckenflüge bis zu 1.500 km sind, wenn keine Zwischenlandung erfolgt, Nonstopflüge. Doch wird der Begriff des Nonstopfluges eher assoziiert mit Langstreckenflügen ab etwa 5.000 km, also insbesondere mit Interkontinentalflügen, um damit die Reichweite des Flugzeuges hervorzuheben.

## Zivile Luftfahrt
Nonstop-Flüge bekamen mit dem einsetzenden Jet-Luftverkehr über den Atlantik eine werbende Bedeutung, da die meisten von Kolbenmotoren getriebenen Flugzeuge auf ihrem Flug von Europa nach Nordamerika eine oder sogar mehrere Zwischenlandungen zum Auftanken einlegen mussten.
Derzeit sind Nonstop-Flüge bei Passagierflugzeugen bis zu 17.000 km möglich. Der längste durchgeführte Flug ist der von Singapore Airlines mit einer A350-900ULR durchgeführte Linienflug von New York nach Singapur (Flug SIA 21) mit 15.345 Kilometern (Luftlinie) bzw. ca. 16.500 (tatsächliche Strecke) und einer Flugzeit von geplant 18 1⁄2 Stunden.  Der zweitlängste Nonstopflug ist QR920 der Fluggesellschaft Qatar Airways von Auckland, Neuseeland nach Doha, Katar. Der Flug hat eine Distanz von 14.551 km (Luftlinie) und eine planmäßige Flugzeit von 17 Stunden und 50 Minuten und wird mit einer Boeing 777 durchgeführt.
Solche Ultralangstreckenflüge sind nicht sehr wirtschaftlich, da im Vergleich zu einer Zwischenlandung nach neun Stunden der Treibstoff für die zweiten neun Stunden mitgeführt werden muss und sich dadurch die Nutzlast verringert bzw. das Gesamtgewicht auf der ersten Hälfte des Flugs deutlich höher ist. Da eine Crew nicht den gesamten Flug ohne Pausen durchführen darf, muss auch zusätzliches Personal mitreisen und geeignete Ruhemöglichkeiten an Bord haben. Ob die ersparten Kosten für Startgebühren und Personalwechsel am Boden einerseits sowie den Treibstoff für den eingesparten Start andererseits geringer sind als die Zusatzkosten muss im Einzelfall beurteilt werden. Je nach Flugroute kann aber auch das Fehlen einer für den Flugzeugtyp geeigneten Landemöglichkeit (z. B. am Nordpol oder mitten in einer Wüste) den Ausschlag geben.
Aus Sicherheitsgründen werden im Linienbetrieb keine Rekorde angestrebt. Der FAI-Rekord wird daher für Test- bzw. Überführungsflüge von zwei Ausführungen der Boeing 777 gehalten.
Nonstop-Flüge sind nicht mit Direktflügen zu verwechseln, bei denen zwar die Flugnummer unverändert bleibt, sehr wohl aber Zwischenlandungen möglich sind. Je nach Anzahl der Zwischenlandungen werden sie mit „One Stop“, „Two Stop“ usw. in den Flugplänen bezeichnet.

## Militärische Luftfahrt
Militärische Flugzeuge werden zur Reichweitenverlängerung in der Luft aufgetankt; so kann zum Beispiel die Maschine des US-Präsidenten, die „Air Force One“, etwa für den Fall einer terroristischen Bedrohung am Boden, sieben Tage ohne Landung in der Luft bleiben.

## Nonstopflüge als Rekordflüge
Die Erst-Nonstopflüge auf bestimmten Strecken gelten insbesondere bei Nichtfliegern als besondere Rekorde; unter anderem auch deswegen, weil sie Anfang des 20. Jahrhunderts von Zeitungsverlegern und anderen Mäzenen mit Preisgeldern belohnt wurden und dementsprechend von den Medien begleitet wurden. Beispiele dafür sind die Überquerungen des Ärmelkanals und des Atlantiks.
Als werbewirksamer Zuverlässigkeitsnachweis neuer Flugzeugkonstruktionen und -komponenten erfreuen sich deshalb Nonstopflüge auf bestimmten Strecken und vor allem über den Nordatlantik bei Luftfahrzeugherstellern und -betreibern auch heute einer gewissen Beliebtheit.

### Nonstop-Atlantiküberquerungen

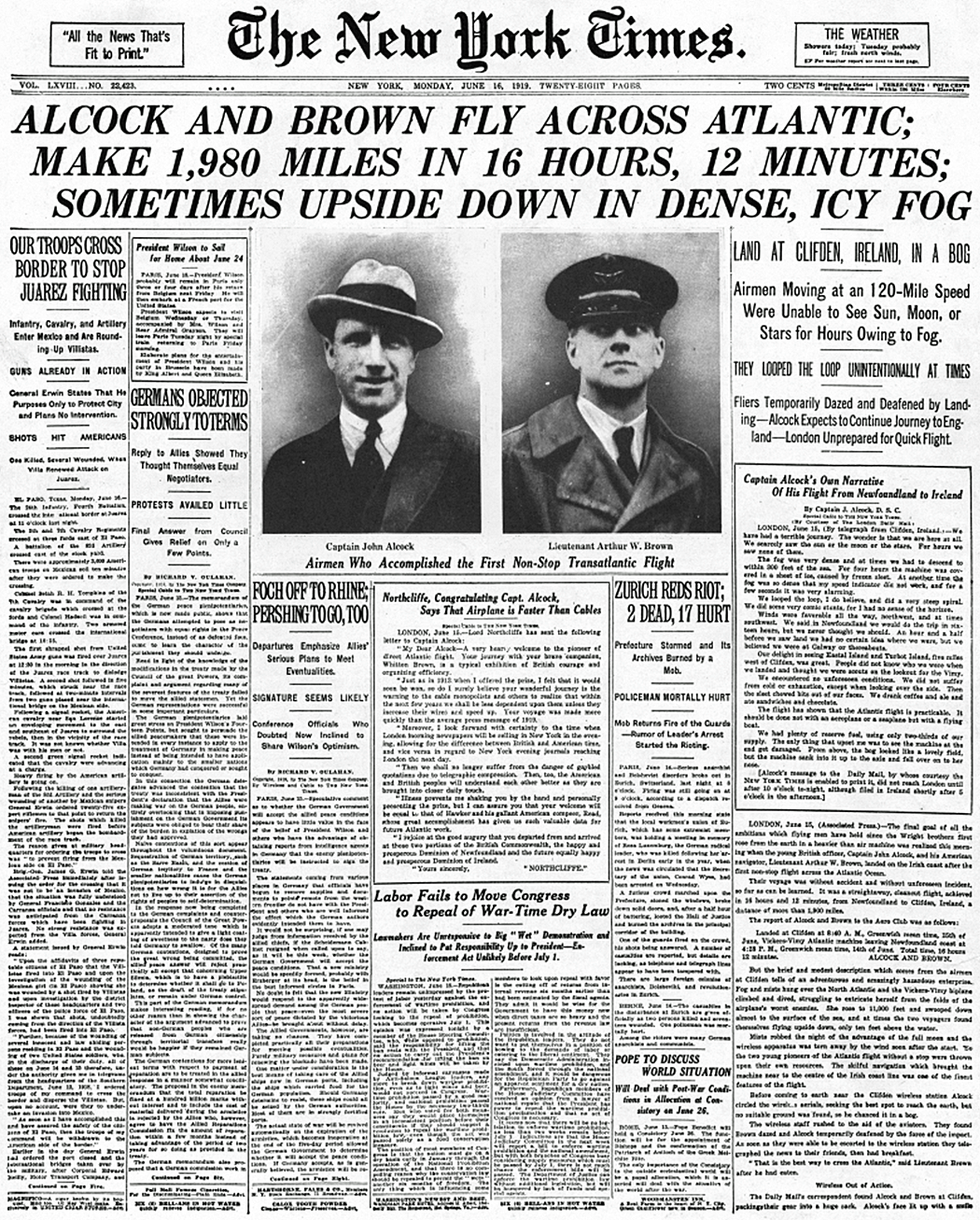
Am 16. Juni 1919 sorgen Alcock und Brown in einer Vimy mit dem ersten Nonstop-Atlantikflug von St. John’s (Neufundland) nach Clifden (Irland) für den Aufmacher der New York Times

| Datum                     | Luftfahrzeug                                                         | Bemerkungen |
| ------------------------- | -------------------------------------------------------------------- | --- |
| 14. Juni 1919             | Vickers Vimy                                                         | erste Atlantiküberquerung eines Flugzeugs (West-Ost), Atlantic Prize                                            |
| 02. Juli 1919             | R34                                                                  | erste Atlantiküberquerung eines Starrluftschiffes (Ost-West)                                                    |
| 09. Juli 1919             | R34                                                                  | erste Atlantiküberquerung eines Starrluftschiffes (West-Ost)                                                    |
| 20. Mai 1927              | Spirit of St. Louis                                                  | erste Solo-Atlantiküberquerung im Flugzeug (West-Ost), Orteig-Preis                                             |
| 4. Juni 1927              | Wright-Bellanca WB-2                                                 | erste Atlantiküberquerung im Flugzeug mit Passagier (West-Ost)                                                  |
| 12. April 1928            | Junkers W 33                                                         | erste Atlantiküberquerung eines Flugzeugs (Ost-West)                                                            |
| 04. September 1936        | Percival Vega Gull                                                   | erste Solo-Atlantiküberquerung im Flugzeug (Ost-West)                                                           |
| 10. August 1938           | Focke-Wulf Fw 200                                                    | erste Atlantiküberquerung einer landgestützten Passagiermaschine (Ost-West)                                     |
| 04. Oktober 1958          | De Havilland DH.106 Comet                                            | erste Atlantiküberquerung eines Passagierjets auf der Strecke New York–London (West-Ost)                        |
| 04. Oktober 1958          | De Havilland DH.106 Comet                                            | erste Atlantiküberquerung eines Passagierjets auf der Strecke London–New York (Ost-West)                        |
| 31. Mai bis 01. Juni 1967 | Sikorsky S-61 (zwei Maschinen der US-Version HH-3 Jolly Green Giant) | erste Helikopter-Atlantiküberquerung in 30 Std. und 40 Min. mit 9 Luftbetankungen (West-Ost)                    |
| 26. September 1973        | Concorde                                                             | erste Atlantiküberquerung eines Überschall-Passagierjets auf der Strecke Washington–Paris (West-Ost, 3h 33 min) |
| 17. Juni 1974             | Concorde                                                             | erste Atlantiküberquerung eines Überschall-Passagierjets auf der Strecke Paris–Boston (Ost-West)                |
| 21. August 1998           | Aerosonde                                                            | erste Atlantiküberquerung einer Drohne (West-Ost)                                                               |
| 11. August 2003           | Tam 5                                                                | erste Atlantiküberquerung eines Modellflugzeugs unter 5,0 kg (West-Ost)                                         |
| 16. August 2004           | DA42 Twin Star                                                       | erste Atlantiküberquerung eines Flugzeugs der Allgemeinen Luftfahrt mit Dieselmotoren (West-Ost)                |

### Pazifiküberquerungen
| Datum         | Luftfahrzeug    | Bemerkungen |
| ------------- | --------------- | --- |
| 07. März 1965 | Boeing 707-338B | erster Nonstopflug über den Pazifik durch die Qantas von Sydney nach San Francisco in 14 Stunden 33 Minuten (Ost-West). |

### Weitere Nonstopflüge
| Datum              | Luftfahrzeug                | Bemerkungen                                                                                           |
| ------------------ | --------------------------- | --- |
| 07. Januar 1785    | Gasballon                   | erste Überquerung des Ärmelkanals von Dover nach Calais durch Blanchard und Jeffries                  |
| 25. Juli 1909      | Blériot XI                  | erste Überquerung des Ärmelkanals mit einem Flugzeug, Cross Channel Prize                             |
| 30. Juli 1914      | Blériot XI-2                | erste Überquerung der Nordsee mit einem Flugzeug von Aberdeen (Schottland) nach Jæren (Norwegen)      |
| 14. Oktober 1927   | Breguet 19                  | erste Überquerung des Südatlantiks                                                                    |
| 15. Mai 1929       | Wien                        | erster 100 km Nonstop-Streckenflug über Land mit einem Segelflugzeug, Segelflug-Preis der Grünen Post |
| 20. Juni 1931      | Wien                        | erste Überquerung des Ärmelkanals mit einem Segelflugzeug                                             |
| 20. Juli 1936      | Tupolew ANT-25              | 9374 km Nonstopflug Moskau–Insel Udd                                                                  |
| 18. Juni 1937      | Tupolew ANT-25              | 12.000 km Nonstopflug Moskau–Vancouver                                                                |
| 06. September 1945 | Focke-Achgelis Fa 223       | erste Überquerung des Ärmelkanals mit einem Hubschrauber                                              |
| 02. März 1949      | Boeing B-50 (Lucky Lady II) | erste Nonstop-Weltumrundung (mit 4 Luftbetankungen)                                                   |
| 12. Juni 1979      | Gossamer Albatross          | erste Überquerung des Ärmelkanals mit Muskelkraft                                                     |
| 04. Dezember 1986  | Scaled Composites Voyager   | erste Nonstop-Weltumrundung eines Flächenflugzeuges ohne Luftbetankung                                |
| 01. März 1999      | Ballon                      | erste Nonstop-Weltumrundung eines Ballons                                                             |
| 19. Juni 2002      | Fossett-Ballon              | erste Solo-Nonstop-Weltumrundung eines Ballons                                                        |
| 08. Februar 2006   | Global Flyer                | Nonstopflug Streckenweltrekord 42.469 km                                                              |
| 09. Juli 2015      | CriCri                      | erste Überquerung des Ärmelkanals mit einem akkumulatorgetriebenen Elektroflugzeug                    |
| 14. November 2019  | Boeing 787                  | erste Nonstop-Überquerung des Indischen Ozeans bei einem Flug von London nach Sydney durch Qantas     |